# Viaducto de Porthkerry

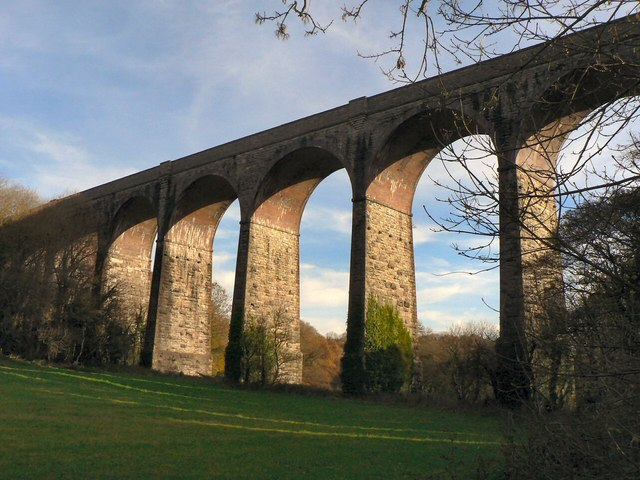
Viaducto de Porthkerry

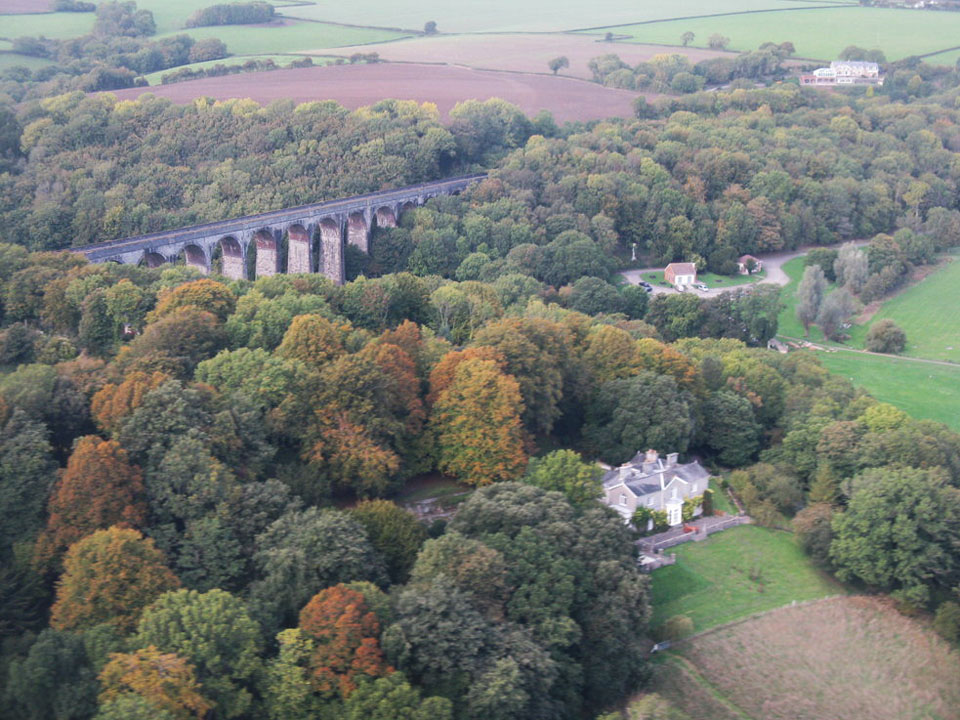
Vista aérea desde la distancia

Viaducto de Porthkerry us un viaducto ferroviario cerca de Barry, en el valle de Glamorgan, Gales.
El viaducto fue diseñado por James Szlumper y William Szlumper, y fue contratado por los Hermanos Pethick para ser construidos a fines del siglo XIX con el fin de transportar el ferrocarril Vale of Glamorgan entre Barry y Bridgend. Fue diseñado para ser una copia exacta del viaducto de Shillamill en Tavistock. La construcción comenzó en 1894, pero en agosto de 1896 los muelles 10 y 11 se hundieron aproximadamente 4 pies en el suelo, retrasando la construcción.. El puente se abrió el 1 de diciembre de 1897, pero se cerró en unos días cuando uno de los terraplenes comenzó a ceder. Rápidamente se construyó una desviación de línea de bucle de dos millas y media alrededor del norte del valle, mientras que las reparaciones y apuntalamientos se confiaron a Price and Wills, constructores del no. 2 muelle en Barry.  El viaducto finalmente se volvió a abrir el 8 de enero de 1900.
El viaducto tiene dieciséis arcos que varían entre 45 y 50 pies (15 metros) de ancho y se elevan a una altura de 110 pies (33 metros) y hoy en día se extiende a través del Parque Porthkerry. Se convirtió en Grado II en la lista en 1963.
Originalmente diseñado como una ruta para llevar carbón a Barry Docks, el ferrocarril ahora lleva carbón en la otra dirección, a la estación de energía Aberthaw. También es la ruta del tren de pasajeros entre Cardiff, el aeropuerto de Cardiff y Bridgend.
El artista de la acuarela Thomas Frederick Worrall vivió en Barry desde 1913 y pintó el viaducto de Porthkerry.